# پایگاه هوایی دریایی پوینت بیکر
 پایگاه هوایی دریایی پوینت بیکر (به انگلیسی: Point Baker Seaplane Base) یک فرودگاه همگانی بهره‌برداری هوایی با کد یاتا KPB است که یک باند فرود آب دارد و طول باند آن ۱۲۱۹ متر است. این فرودگاه در کشور ایالات متحده آمریکا قرار دارد و در ارتفاع ۰ متری از سطح دریا واقع شده است.